# Genista cinerascens
La hiniesta (Genista cinerascens) es una especie de planta fanerógama de la familia de las fabáceas.

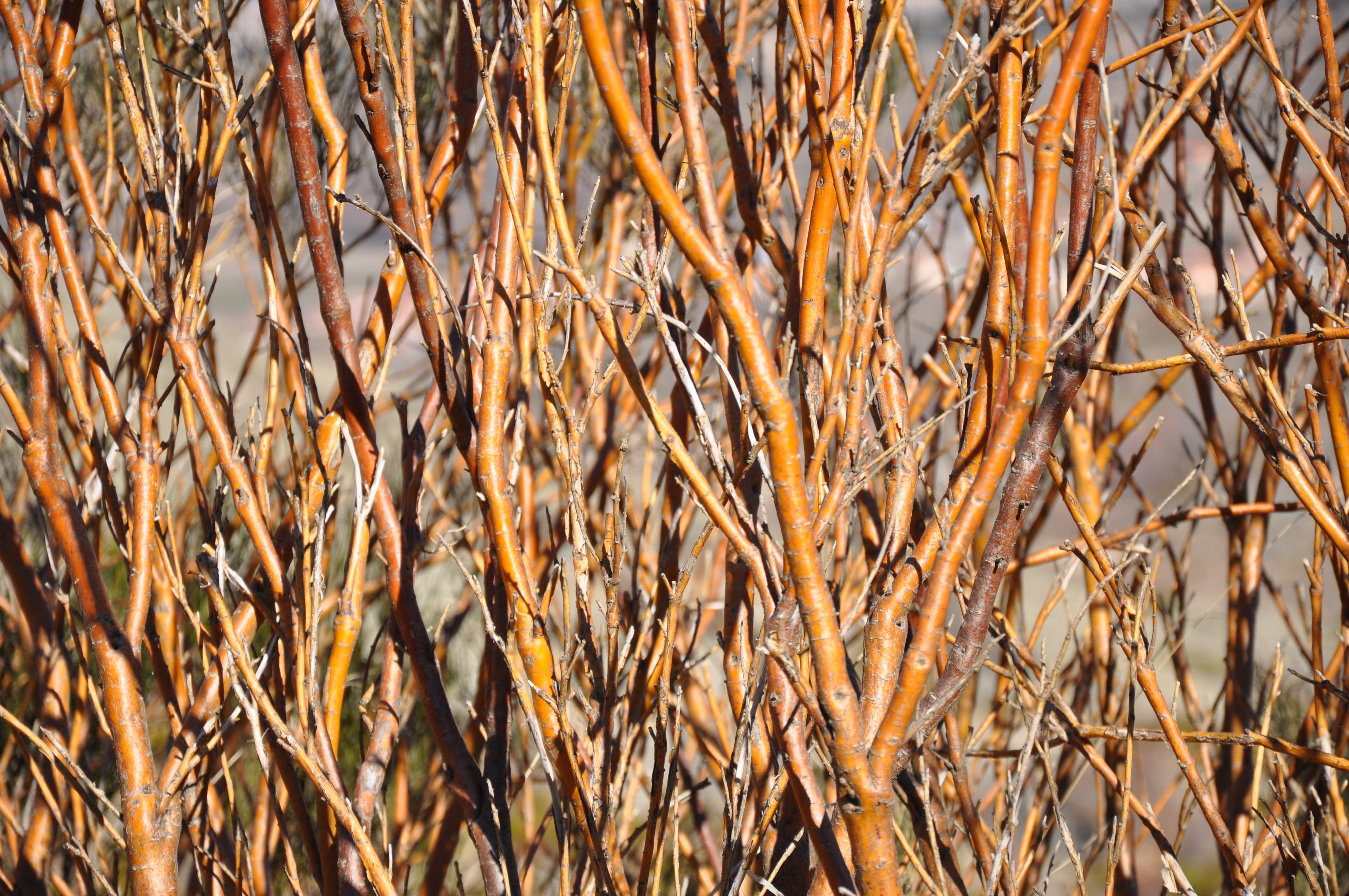
Detalle de la planta

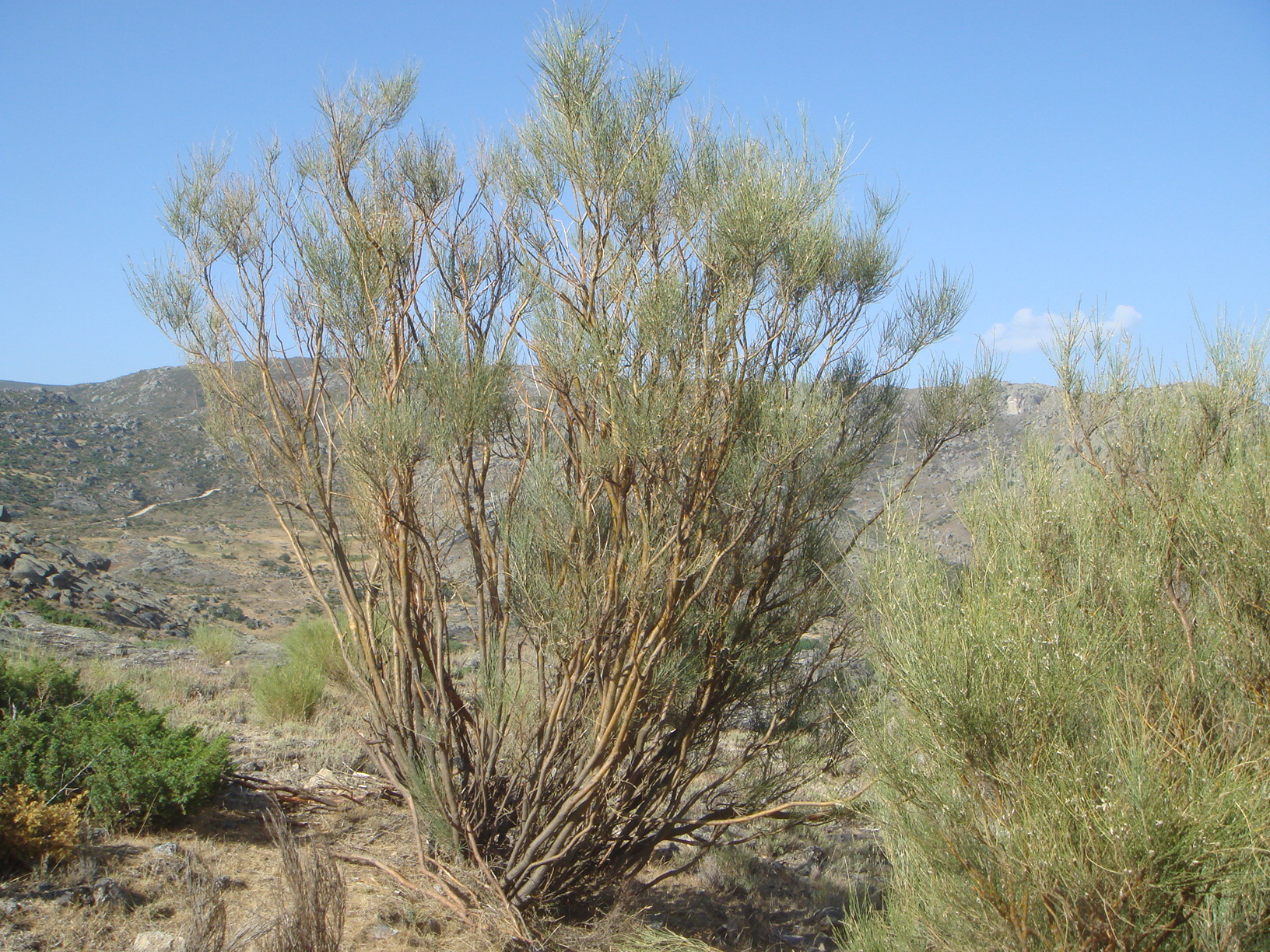
Vista de la planta

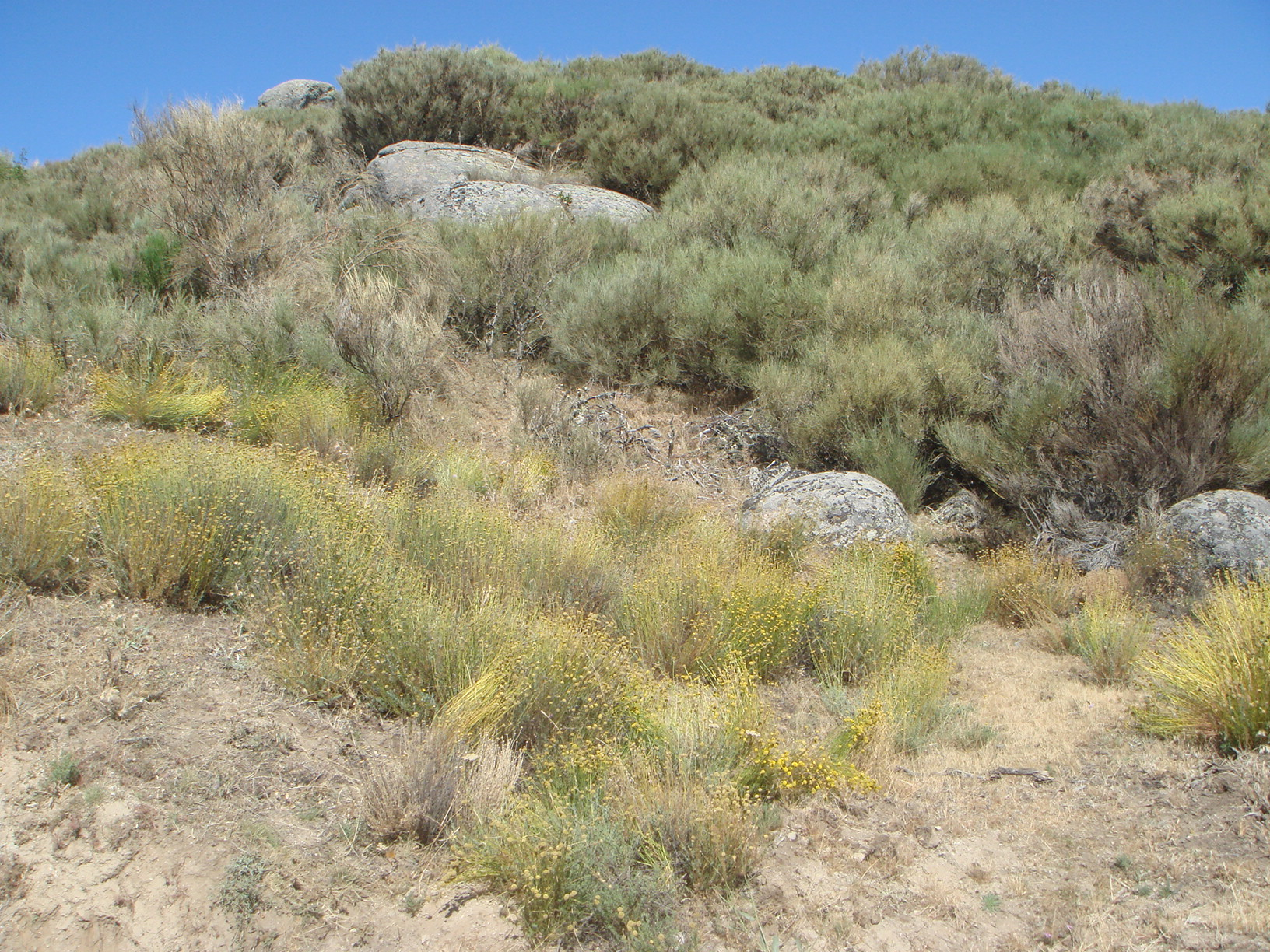
En su hábitat

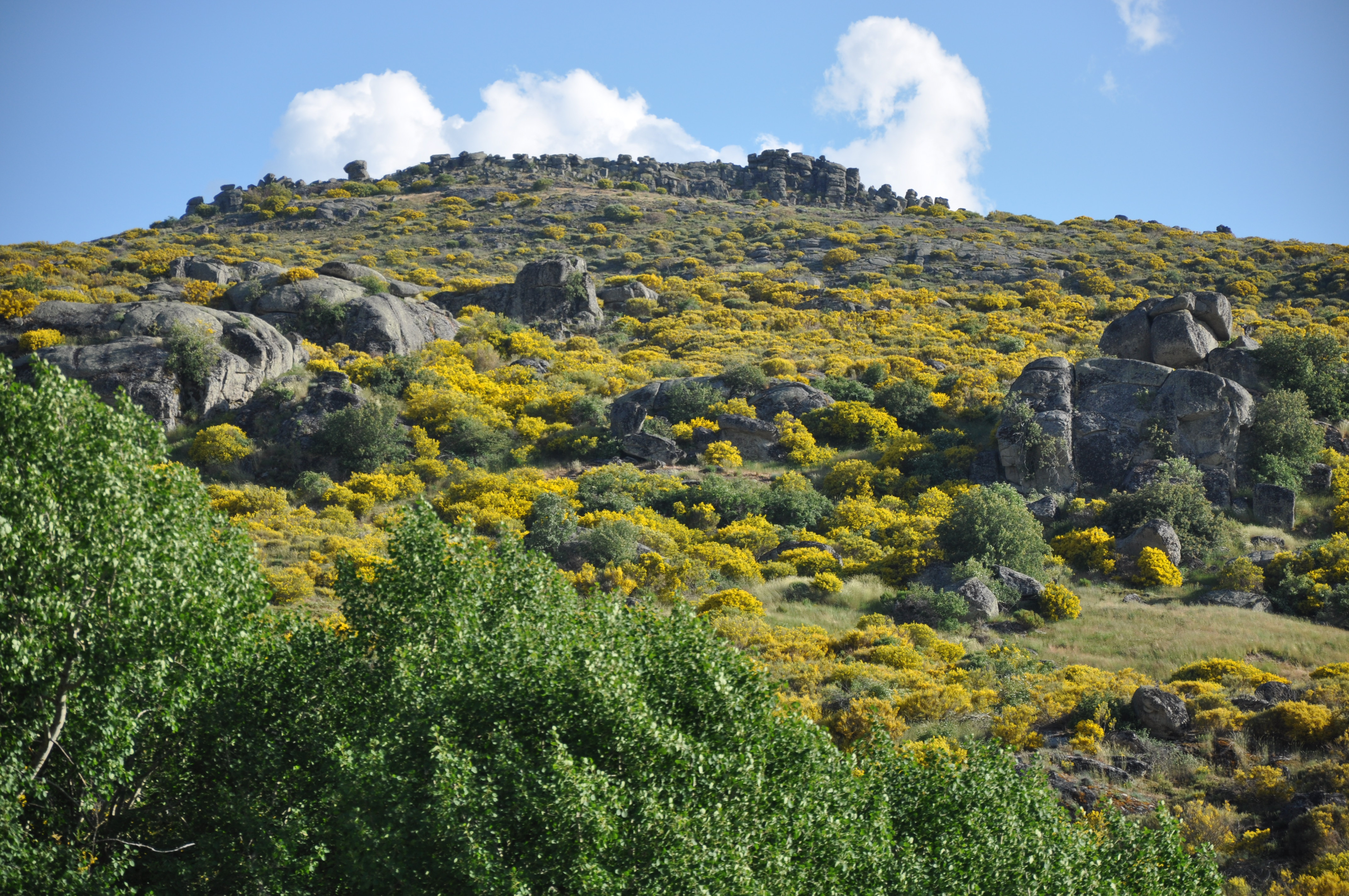
Hábitat

## Caracteres
Arbusto muy ramificado, que alcanza hasta 1,5-2 m de altura, no espinoso de hoja perenne. Ramas erguidas de color verde-grisáceo, con tonos anaranjados, estriadas longitudinalmente. Ramas viejas sin hojas, nudosas por las cicatrices engrosadas (falsos pulvínulos) que dejaron las hojas al caer. Hojas simples, enteras, de hasta 1 cm de longitud por 3 mm de anchura. Flores solitarias en parejas o en grupos de a tres, sobre las ramas del año anterior, con pedicelo corto pero manifiesto. Cáliz sedoso-plateado, tubular, bilabiado con el labio superior profundamente hendido en dos lóbulos y el inferior más largo, terminado en tres cortos dientes; corola amariposada de color amarillo, de 10-12 mm de longitud. Legumbre alargada, entre 15 y 25 mm, algo vellosa. Florece en primavera y a principios del verano.

## Hábitat
Es propia de terrenos silíceos (granitos , cuarcitas), crece desde los 400 hasta los 1800 m s. n. m. Forma parte de pinares y de matorrales de alta montaña, donde se mezcla con piornos en masas más o menos compactas y cerradas. La hiniesta forma grandes masas en las laderas soleadas, mientras que es sustituida por el piorno serrano en las laderas de umbría.

## Distribución
Es un endemismo del centro y del oeste de la península ibérica. Aparece en el sistema Central, Montes de Toledo y sierra de Guadalupe. También en el norte de Portugal.

## Taxonomía
Genista cinerascens fue descrita por Johan Martin Christian Lange y publicado en Videnskabelige Meddelelser fra Dansk Naturhistorisk Forening i Kjøbenhavn 163 (Pugill.358). 1865.
Etimología
Genista: nombre genérico que proviene del latín de la que los reyes y reinas Plantagenet de Inglaterra tomaron su nombre, planta Genesta o plante genest, en alusión a una historia que, cuando Guillermo el Conquistador se embarcó rumbo a Inglaterra, arrancó una planta que se mantenía firme, tenazmente, a una roca y la metió en su casco como símbolo de que él también sería tenaz en su arriesgada tarea. La planta fue la  llamada planta genista en latín. Esta es una buena historia, pero por desgracia Guillermo el Conquistador llegó mucho antes de los Plantagenet y en realidad fue Godofredo de Anjou que fue apodado el Plantagenet, porque llevaba un ramito de flores amarillas de retama en su casco como una insignia (genêt es el nombre francés del arbusto de retama), y fue su hijo, Enrique II, el que se convirtió en el primer rey Plantagenet. Otras explicaciones históricas son que Geoffrey plantó este arbusto como una cubierta de caza o que él la usaba para azotarse a sí mismo. No fue hasta que Ricardo de York, el padre de los dos reyes Eduardo IV y Ricardo III, cuando los miembros de esta familia adoptaron el nombre de Plantagenet, y luego se aplicó retroactivamente a los descendientes de Godofredo I de Anjou como el nombre dinástico.
cinerascens: epíteto latíno que significa "de color grisáceo"
Sinonimia
- Genista cinerea subsp. cinerascens (Lange) Nyman, Consp. Fl. Eur. 152 (1878)
- Genista cinerea var. cinerascens (Lange) P.E.Gibbs, Notes Roy. Bot. Gard. Edinburgh 27: 42 (1966)
- Genista lanata Pau, in sched., nom. nud.[7]

## Nombre común
- Castellano: hiniesta, piorno, retama cenicienta.[7]